# مایک فلمینگ (بازیکن فوتبال)
مایک فلمینگ (انگلیسی: Mike Fleming; ۲۳ فوریهٔ ۱۹۲۸ – ۱۹۹۴ (۶۵−۶۶ سال)) بازیکن فوتبال بود.
از باشگاه‌هایی که در آن بازی کرده‌است می‌توان به باشگاه فوتبال ترانمره راورز و باشگاه فوتبال باکستون اشاره کرد.